# Carnaval de Rosario (Uruguay)
El Carnaval de Rosario es una fiesta popular de índole departamental. Se realiza todos los años durante la semana de carnaval en la ciudad de Rosario, departamento de Colonia, Uruguay

## Historia
El Carnaval de Rosario data de fines de 1800 y se desarrolló con vigor hasta mediados de los años 1980. Con la crisis económica que vivió el país la fiesta desapareció y es en el año 2006 que un grupo de vecinos se ponen a trabajar para volver a tener los "viejos carnavales". De esta forma es que se crea, a instancias de la Junta Local de Rosario, el 30 de octubre de 2006, el Grupo de Promoción Cultural (GPC), comisión encargada de organizar la fiesta de Dios Momo. Con el pasar del tiempo, el GPC continúa organizando el carnaval de la ciudad pero además incorporó otras actividades todas relacionadas con la cultura popular de Rosario.

## Actualidad
Actualmente, la fiesta fue declarada de interés ministerial por el Ministerio de Turismo y Deporte, además de que el Intendente de Colonia Dr. Walter Zimmer declaró a Rosario "Capital del Carnaval".

## Corso a contramano
El principal atractivo de la fiesta es el Gran Corso que se realiza por las calles de la ciudad donde vecinos disfrazados pasean sus carrozas y vestimentas en una celebración que nuclea a más de 15.000 personas por año.
Para ese día, una de las peculiaridades que se ha incorporado es que el recorrido del corso es el establecido tradicionalmente pero de forma inversa o sea a contramano. (La ciudad de Rosario cuenta con dos calles flechadas: Sarandí, flechada de norte a sur e Ituzaingó, flechada de sur a norte, ambas paralelas). El Corso comienza en la intersección de Rivera con Sarandí y por ésta (de sur a norte) hasta Leopoldo Fuica, se toma Ituzaingó (de norte a sur) y se llega hasta la intersección con Rivera. De esa forma Rosario, tendrá siete cuadras de Corso a contramano. El motivo de aplicar esta iniciativa, es principalmente crear una repercusión a nivel nacional que le genere al público ganas de conocer este Carnaval del Interior. En cuanto al corso, también se ha destacado que es una fiesta en donde más 2000 personas de la ciudad pero además de todo el departamento se vuelcan a las calles disfrazados (de mascaritos, de personajes, o con cabezudos) a divertirse junto a un grupo de amigos o acompañados de algún familiar.